# Talis
Talis é um gênero de mariposa pertencente à família Crambidae.